# Elakatotrichaceae
Famille
Les Elakatotrichaceae sont une famille de l'ordre des Klebsormidiales (classe des Klebsormidiophyceae).

## Étymologie
Le nom vient du genre type Elakatothrix, composé du préfixe elakato-, broche, et du suffixe –thrix, fil, littéralement « fil de broche », en référence à la forme effilée des cellules individuelles des algues coloniales.

## Classification
Cette famille est intégrée à celle des Cylindrocapsaceae selon NCBI (25 décembre 2021).

## Liste des genres
Selon BioLib (25 décembre 2021), NCBI (25 décembre 2021) et World Register of Marine Species (25 décembre 2021)  :
- Closteriospira Reverdin, 1917
- Elakatothrix Wille, 1898